# Ферекрат
Ферекрат (грч. Φερεκράτης, 5. век п. н. е.) био је један од истакнутих атинских комедиографа који је стварао у оквиру старе атичке комедије. Био је савременик комедиографа Кратина, Кратеса, Еуполида, Платона и Аристофана, при чему је био нешто млађи од прве двојице и нешто старији од осталих.
Једно од најважнијих сведочанстава о Ферекрату налази се у спису непознатог аутора О комедији, но то место у тексту је оштећено, а уз емендацију коју су прихватили и Аугустус Меинеке и већина других филолога, оно гласи: Φερεκράτης Ἀθηναῖος νικᾷ ἐπὶ Θεοδώρου, γενόμενος δὲ ὑποκριτὴς ἐζήλωκε Κράτητα. Καὶ αὖ τοῦ μὲν λοιδορεῖν ἀπέστη, πράγματα δὲ εἰσηγούμενος καινὰ ηὐδοκίμει γενόμενος εὑρετικὸς μύθων. = "Ферекрат Атињанин однео је победу у доба (архонта) Теодора, угледајући се на Кратеса, чији је глумац био. Али, опет, одустао је од грђења, него је уводећи нове теме уживао популарност као проналазач прича".
Из тог одељка сазнајемо да је Ферекрат први пут победио на драмском надметању за време архонта Теодора, тј. 438. п. н. е., те да је подражавао стил Кратеса, у чијим је комадима раније глумио. Из друге реченице, као и из онога што у Поетици каже Аристотел, може се утврдити какву су промену Кратес, а затим и Ферекрат, увели у комедију: наиме, то да су ублажили грубо исмевање и ругање – оно што Аристотел назива "јампским правцем" (ἰαμβικὴ ἰδέα), те да су своје комаде почели градити око јединственог заплета и уз више драмске радње. Из сачуваних фрагмената и цитата видимо да Ферекрат ипак није сасвим одустао од личне критике, јер у тим фрагментима напада Алкибијада, трагичара Мелантија (кога је и Аристофан исмевао у Миру и Птицама) и друге. Но ти фрагменти такође показују да су његове главне одлике била домишљатост у креирању заплета и извесна елеганција у изразу, због које је назван "најатичнијим" (Ἀττικώτατος) Но његов атички језик не одликује се баш такво строгим чистунством као Аристофанов и као језик других комедиографа тог периода.

## Дела

### Попис комедија
Своје прве победе на Великим Дионисијама и Ленејама Ферекрат је однео између 440. и 430. п. н. е. Око броја комедија које је Фекретат написао у античким изворима постоји мања конфузија: анонимни спис О комедији приписује му осамнаест, а Суда седамнаест комада. Но заправо је под његовим именом сачувано 19 наслова (од којих неки вероватно нису аутентични), те око 300 фрагмената и цитата. Наслови су:
| - Добри људи (Ἀγαθοί) - Дивљаци (Ἄγριοι) - Човек-Херакле (Ἀνθροφηρακλῆς) - Пребези (Αὐτόμολοι) - Старице (Γρᾶες) - Роб-учитељ (Δουλοδιδάσκαλος) - Заборавко или Море (Ἐπιλήσμων ἢ Θάλαττα) - Кухиња или Ноћна светковина (Ἰπνὸς ἢ Παννυχίς) - Коријана (Κοριαννώ, женско име) - Безвезњаковићи (Κραπαταλοί) | - Тричарије (Λῆροι) - Рудари (Μεταλλεῖς) - Странци (Μετοικοί) - Људи-мрави (Μυρμηκάνθρωποι) - Персијанци (Πέρσαι) - Лист (Πετάλη) - Тиранка (Τυραννίς) - Хирон (Χείρων) - Лажни Херакле (Ψευδηρακλῆς, можда друго име за Човека-Херакла) |  |

### Теме и мотиви
Најзанимљива је комедија Дивљаци (Ἄγριοι), с обзиром на то да се спомиње у Платоновом дијалогу Протагора Тај је комад приказан на Ленејама 420. п. н. е. и бави се судбином људи који су одлучили да напусте цивилизацију и живе у дивљини. У Пребезима (Αὐτόμολοι) парабазу је изгледа изводио хор састављен од богова. У Рударима (Μεταλλεῖς) подземни свет описан је као утопија, а сличан се мотив појављује и у Персијанцима (Πέρσαι). Људи-мрави (Μυρμηκάνθρωποι) обрађивали су причу о Деукалионовом потопу и Зевсовој одлуци да поново насели Земљу тако што ће мраве претворити у људе – што је била компилација мита о Великом потопу и приче о пореклу Мирмидонаца. Тиранка (Τυραννίς) се можда бавила женском владом, па је по тематици могла наликовати Аристофановим Еклесијазусама. Из Хирона (Χείρων) је сачуван један дужи фрагмент, у коме се Музика жали на то како савремени музичари поступају с њом. У Безвезњаковићима (Κραπαταλοί) песник каже да се κραπαταλός (заправо врста неке јефтине и незнатне рибе) користи као новац у Хаду.

## Ферекратејски метар
Сам Ферекрат хвали се проналаском нове метричке схеме, која је и названа по њему ферекратеј (φερεκρατήιον):
ἄνδρες, πρόσχετε τὸν νοῦν
ἐξευρήματι καινῷ
συμπτύκτοις ἀναπαίστοις.
људи, обратите пажњу
на изум нови,
на сложене анапесте.
Схема ових стихова може се најбоље објаснити као хоријамб са спондејем у основи и дугим слогом као завршетком. Сам Ферекрат назива схему анапестичком и, премда се стихови могу скандирати као анапести, он вероватно мисли само на то да је схему користи у парабазама, које су се често називале "анапестима" јер су изворно биле у анапестичком метру. Ферекратеј је релативно чест у грчким хорским партијама, а налазимо га и код Хорација.